# Bolivaritettix roonwali
Bolivaritettix roonwali är en insektsart som beskrevs av Shishodia 1991. Bolivaritettix roonwali ingår i släktet Bolivaritettix och familjen torngräshoppor. Inga underarter finns listade i Catalogue of Life.